# یوس فان امدن
یوس فان آمدن (هلندی: Jos van Emden؛ زادهٔ ۱۸ فوریهٔ ۱۹۸۵) دوچرخه‌سوار اهل هلند است.
از باشگاه‌هایی که در آن رکاب زده‌است می‌توان به تیم لوتوان‌ال–یومبو اشاره کرد.